# Mirvaux
Mirvaux är en kommun i departementet Somme i regionen Hauts-de-France i norra Frankrike. Kommunen ligger i kantonen Villers-Bocage som tillhör arrondissementet Amiens. År 2022 hade Mirvaux 120 invånare.

## Befolkningsutveckling
Antalet invånare i kommunen Mirvaux
| Referens: INSEE |